# موکلوبماید
موکلوبماید (به انگلیسی: Moclobemide)
رده درمانی: بلوک‌کننده آنزیم مونوآمین اکسیداز .
اشکال دارویی: قرص

## موارد مصرف
درمان اضطراب (به ویژه جمع هراسی)، افسردگی و اختلالات پانیک

## مکانیسم اثر
موکلوبماید مهارکننده برگشت پذیر آنزیم مونوآمین اکسیداز است. موکلوبماید به ویژه مونو آمین اکسیداز (MAO-A) را مسدود می‌کند و بنابراین، وظیفه آگونیست نورآدرنرژیک را انجام می‌دهد.

## عوارض جانبی
عوارض جانبی نسل جدید مهارکننده‌های مونوآمین اکسیداز که برگشت پذیر هستند کمتر از نسل داروهای نسل قبلی مانند ترانیل سیپرومین است.